# 474 (číslo)
Čtyři sta sedmdesát čtyři je přirozené číslo. Následuje po číslu čtyři sta sedmdesát tři a předchází číslu čtyři sta sedmdesát pět. Římskými číslicemi se zapisuje CDLXXIV a řeckými číslicemi υοδ.

## Matematika
474 je:
- Abundantní číslo
- Složené číslo
- Nešťastné číslo

## Astronomie
- (474) Prudentia je planetka hlavního pásu, kterou objevil v roce 1901 Max Wolf

## Roky
- 474
- 474 př. n. l.